# David Flamholc
David Lew Flamholc, född 27 september 1974 i Spånga, Stockholm, är en svensk regissör, manusförfattare, filmproducent och skådespelare.
Flamholc regidebuterade med Vackert väder (1996), vilken följdes av Nattbuss 807 (1997) och Lithivm (1998). Han producerade även filmen Sherdil (regi Gita Mallik, 1999), i vilken hans dåvarande flickvän Rebecka Liljeberg spelade huvudrollen. Flamholc har sedan flyttat till London där han har gjort filmen Flip a Coin (2004). Han har även ägnat sig åt dokumentärfilmande.

## Filmografi

### Roller
- 2000 – Svitjod 2000 – reporter
- 2004 – Djungelfilmen: House of the Tiger King

### Regi
- 1996 – Vackert väder
- 1997 – Nattbuss 807
- 1998 – Lithivm
- 2000 – Svitjod 2000
- 2001 – Looking at the Stars
- 2004 – Flip a Coin
- 2004 – Djungelfilmen: House of the Tiger King
- 2008 – Afghan Gold
- 2009 – Terra X – Rätsel alter Weltkulturen (TV-serie)

### Manus
- 1996 – Vackert väder
- 1998 – Lithivm
- 2004 – Djungelfilmen: House of the Tiger King
- 2008 – Afghan Gold

### Producent
- 1999 – Sherdil
- 2000 – Svitjod 2000
- 2002 – The Last Angel

### Filmmusik
- 1996 – Vackert väder